# 카타르 축구 국가대표팀
카타르 축구 국가대표팀은 카타르를 대표하는 축구 국가대표팀으로 카타르 축구 협회에서 운영한다. 중동의 강호로 손꼽히는 팀들 가운데 하나로 1970년 3월 27일 바레인과의 친선 경기에서 첫 국제 A매치 데뷔전을 치렀으며 현재 칼리파 국제 경기장을 홈 구장으로 사용하고 있다.

## 국제 대회 경력

### FIFA 월드컵
홈에서 열린 2022년 대회를 통해 사상 첫 월드컵 본선 데뷔전을 가졌고 1954년 대회 개최국 스위스를 제치고 '역대 월드컵을 개최한 가장 작은 나라'에 선정되었지만 A조 조별리그에서 에콰도르, 세네갈, 네덜란드에 모두 패하면서 3전 전패·조 최하위로 2010년 대회 개최국 남아프리카 공화국에 이어 2번째로 월드컵 조별리그에서 탈락한 개최국이 되었으며 이와 함께 월드컵 개최국으로는 처음으로 3전 전패 및 대회 최하위의 불명예 기록까지 떠안았다.

### AFC 아시안컵
아시안컵 본선에는 10번 출전하여 이 중 2019년 대회에서 메이저 대회 첫 우승컵을 들어올렸고 2000년 대회와 홈에서 열린 2011년 대회에서는 8강에 이름을 올렸다.

### FIFA 아랍컵
FIFA 아랍컵에는 1985년 대회 첫 출전 이후 현재까지 3번의 대회에 출전하여 이 중 1998년 대회에서 준우승을 차지했고 홈에서 열린 2021년 대회에서는 3위에 입상하는 등 3번의 대회에서 모두 4강 이상의 성적을 거두었다.

### 코파 아메리카
코파 아메리카에는 2019년 대회에 처음으로 출전하면서 일본에 이어 코파 아메리카에 초청된 2번째 아시아 국가가 되었으나 이 대회에서 1무 2패로 조별리그 탈락의 쓴 잔을 마셨다.

### 하계 올림픽
올림픽 본선에는 U-23 대표팀까지 포함해 2번 출전했고 이 중 1992년 대회에서 8강에 올랐지만 그 이후의 올림픽 본선 출전 기록은 현재까지도 전무하다.

### 아시안 게임
성인대표팀 시절에는 4번 출전하여 1998년 대회에서 8강에 진출했다.

## 기타 국제 대회 경력
아라비안 걸프컵에는 23번 출전하여 이 중 3번의 대회(1992년, 2004년, 2014년)에서 우승을 차지했고 4번의 대회(1984년, 1990년, 1996년, 2002년)에서는 준우승을 차지했고 서아시아 축구 선수권 대회에는 2번 참가하여 2014년 대회에서 우승을 차지했으며 팬아랍 게임에도 2번 참가했지만 2번 모두 조별리그에서 탈락했다.

## 선수단

### 현재 선수 명단
카타르는 2023년 12월 22일에 27명의 예비 명단을 발표하였다. 2023년 12월 30일, 오사마 알타이리는 부상으로 인해 명단에서 제외되었고, 이스마엘 모하마드로 교체되었다. 2024년 1월 2일, 모함메드 문타리는 부상으로 인해 칼리드 모함메드로 교체되었다.

최종 선수 명단은 1월 3일 발표되었다.

득점과 출장 경기 수는 2023년 AFC 아시안컵 본선 개막전  레바논과 경기 종료 직후 기준이다.
| 번호 | 위치 | 선수                   | 생년월일 (나이)        | 출전 | 득점 | 소속     |
| ---- | ---- | ---------------------- | ---------------------- | ---- | ---- | -------- |
| 1    | GK   | 사드 알시브            | 1990년 2월 19일(33세)  | 84   | 0    | 알사드   |
| 2    | DF   | 호호                   | 1990년 8월 6일(33세)   | 87   | 1    | 알사드   |
| 3    | DF   | 알마흐디 알리 무크타르 | 1992년 3월 2일(31세)   | 58   | 3    | 알와크라 |
| 4    | MF   | 모함메드 와드          | 1999년 9월 18일(24세)  | 36   | 0    | 알사드   |
| 5    | DF   | 타레크 살만            | 1997년 12월 5일(26세)  | 71   | 0    | 알사드   |
| 6    | MF   | 압둘아지즈 하팀        | 1990년 1월 1일(34세)   | 112  | 11   | 알라이얀 |
| 7    | FW   | 아흐메드 알라엘딘      | 1993년 1월 31일(30세)  | 60   | 7    | 알가라파 |
| 8    | MF   | 알리 아사달라          | 1993년 1월 19일(30세)  | 72   | 12   | 알사드   |
| 9    | FW   | 유수프 압두리사그      | 1999년 8월 6일(24세)   | 26   | 3    | 알사드   |
| 10   | MF   | 하산 알하이도스 (주장) | 1990년 12월 11일(33세) | 176  | 39   | 알사드   |
| 11   | FW   | 아크람 아피프          | 1996년 11월 18일(27세) | 96   | 26   | 알사드   |
| 12   | DF   | 루카스 멘데스          | 1990년 7월 3일(33세)   | 1    | 0    | 알와크라 |
| 13   | FW   | 칼리드 무니르          | 1998년 2월 24일(25세)  | 8    | 1    | 알와크라 |
| 14   | DF   | 호맘 아흐메드          | 1999년 8월 25일(24세)  | 47   | 3    | 알가라파 |
| 15   | DF   | 바삼 알라위            | 1997년 12월 16일(26세) | 69   | 2    | 알라이얀 |
| 16   | DF   | 부알렘 쿠키            | 1990년 7월 9일(33세)   | 110  | 20   | 알사드   |
| 17   | FW   | 이스마엘 모하마드      | 1990년 4월 5일(33세)   | 70   | 4    | 알두하일 |
| 18   | DF   | 술탄 알브레이크        | 1996년 4월 7일(27세)   | 4    | 0    | 알두하일 |
| 19   | FW   | 알무이즈 알리          | 1996년 8월 19일(27세)  | 95   | 47   | 알두하일 |
| 20   | MF   | 아흐메드 파테히        | 1993년 1월 25일(30세)  | 22   | 0    | 알아라비 |
| 21   | GK   | 살라 자카리아          | 1999년 4월 24일(24세)  | 4    | 0    | 알두하일 |
| 22   | GK   | 메샬 바르샴            | 1998년 2월 14일(25세)  | 33   | 0    | 알사드   |
| 23   | MF   | 모스타파 메샬          | 2001년 3월 28일(22세)  | 13   | 2    | 알사드   |
| 24   | MF   | 자셈 가베르            | 2002년 2월 20일(21세)  | 12   | 0    | 알아라비 |
| 25   | FW   | 아흐메드 알가네히      | 2000년 9월 22일(23세)  | 0    | 0    | 알가라파 |
| 26   | MF   | 칼리드 모함메드        | 2000년 6월 7일(23세)   | 2    | 0    | 알두하일 |

## 역대 감독
| 감독                | 임기        |
| ------------------- | ----------- |
| 데이브 매카이       | 1994 ~ 1995 |
| 요하네스 본프레러   | 1996 ~ 1997 |
| 필리프 트루시에     | 2003 ~ 2004 |
| 브뤼노 메취         | 2008 ~ 2011 |
| 세바스치앙 라자로니 | 2011        |
| 펠릭스 산체스 바스  | 2017 ~ 2022 |
| 카를루스 케이로스   | 2023        |
| 틴틴 마르케스       | 2023 ~ 2024 |

## 카타르 축구 국가대표팀 경기결과
승리   무승부   패배   Fixtures   경기취소 

#### 2023
| 2026년 FIFA 월드컵 2차 예선 2023년 11월 16일 | 카타르 | 8 - 1 | 아프가니스탄        | 칼리파 국제경기장, 도하                 |  |  |
| 18:45 UTC+3                                  | - 하산 알하이도스 11′ - 알모에즈 알리 15′, 26′, 33′ (페널티), 45+3′ (페널티) - 모스타파 메샤알 18′ - 아흐메드 알라엘딘 53′ (페널티) - 타밈 알-압둘라 90+4′ |       | - 암레딘 샤리피 13′ | 관중 수: 19,374 심판: 나스룰로 카비로프 |  |  |
|                                              | |       |                     |                                         |  |  |

| 2026년 FIFA 월드컵 2차 예선 2023년 11월 21일 | 인도 | 0 - 3 | 카타르                                                           | 칼링가 스타디움, 부바네스와르       |  |  |
| 19:00 UTC+5:30                               |      |       | - 4′ 무스타파 마샤알 - 47′ 알모에즈 알리 - 86′ 유세프 압두리사그 | 관중 수: 11,389 심판: 시바꼰 뿌우돔 |  |  |
|                                              |      |       |                                                                  |                                     |  |  |

#### 2024
| 2023년 AFC 아시안컵 A조 2024년 1월 12일 | 카타르                         | 3 – 0  | 레바논 | 루사일 스타디움, 루사일                                  |  |  |
| 19:00 UTC+3                             | - 아피프 45′, 90+6′ - 알리 56′ | 리포트 |        | 관중 수: 82,490명 심판: 알리레자 파가니 (오스트레일리아) |  |  |
|                                         |                                |        |        |                                                          |  |  |

| 2023년 AFC 아시안컵 A조 2024년 1월 17일 | 타지키스탄 | 0 - 1 | 카타르     | 알베이트 스타디움, 알코르                  |  |  |
| 17:30 UTC+3                             |            |       | 아피프 17′ | 관중 수: 57,460 심판: 가미카와 도루 (일본) |  |  |
|                                         |            |       |            |                                            |  |  |

| 2023년 AFC 아시안컵 A조 2024년 1월 22일 | 카타르         | 1 - 0 | 중화인민공화국 | 칼리파 국제경기장, 알라이얀                      |  |  |
| 18:00 UTC+3                             | 알하이도스 66′ |       |                | 관중 수: 42,104명 심판: 압둘라 자말리 (쿠웨이트) |  |  |
|                                         |                |       |                |                                                  |  |  |

| 2023년 AFC 아시안컵 16강전 2024년 1월 29일 | 카타르                                             | 2 - 1  | 팔레스타인        | 알베이트 스타디움, 알 코르 |  |  |
| 19:00 UTC+3                                | 하산 알하이도스 45+6′ · 아크람 아피프 49′ (페널티) | 리포트 | 36′ 오다이 다바그 | 심판: 마닝 (중국)          |  |  |
|                                            |                                                    |        |                   |                            |  |  |

| 2023년 AFC 아시안컵 8강전 2024년 2월 3일                                            | 카타르                         | 1 - 1 (연장전) (3 - 2 승부차기)                                                                                 | 우즈베키스탄          | 알베이트 스타디움, 알코르 |  |  |
| 18:30 UTC+3                                                                         | 우트키르 유수포프 27′ (자책골) | 리포트 | 58′ 오딜존 함로베코프 | 심판: 김희곤 (대한민국)   |  |  |
|                                                                                     |                                | 승부차기 |                       |                           |  |  |
| - 아크람 아피프 - 알무이즈 알리 - 알 마흐디 알리 무흐타르 - 술탄 알 브레이크 - 호호 |                                | - 오타벡 슈쿠로프 - 루스탐 아슈르마토프 - 쇼크보즈 우마로프 - 자파르무로드 압두라흐마토프 - 잘롤리딘 마샤리포프 |                       |                           |  |  |
|                                                                                     |                                | |                       |                           |  |  |

| 2023년 AFC 아시안컵 준결승전 2024년 2월 7일 | 이란                                                    | 2 - 3  | 카타르                                                    | 알투마마 스타디움, 도하                             |  |  |
| 18:00 UTC+3                                 | - 사르다르 아즈문 4′ - 알리레자 자한바흐슈 51′ (페널티) | 리포트 | - 자셈 가베르 17′ - 아크람 아피프 43′ - 알무이즈 알리 82′ | 관중 수: 40,342명 심판: 아흐마드 알 알리 (쿠웨이트) |  |  |
|                                             |                                                         |        |                                                           |                                                     |  |  |

| 2023년 AFC 아시안컵 결승전 2024년 2월 10일 | 요르단               | 1 - 3  | 카타르                                                   | 루사일 스타디움, 루사일           |  |  |
| 18:00 UTC+3                                | 야잔 알 나이마트 67′ | 리포트 | 22′ (페널티), 73′ (페널티), 90+5′ (페널티) 아크람 아피프 | 관중 수: 86,492 심판: 마닝 (중국) |  |  |
|                                            |                      |        |                                                          |                                   |  |  |

| 2026년 FIFA 월드컵 2차 예선 2024년 3월 21일 | 카타르 | v | 쿠웨이트 | 도하 |  |  |
| UTC+3                                       |        |   |          |      |  |  |
|                                             |        |   |          |      |  |  |

| 2026년 FIFA 월드컵 2차 예선 2024년 3월 26일 | 쿠웨이트 | v | 카타르 | 쿠웨이트 시티 |  |  |
| UTC+3                                       |          |   |        |               |  |  |
|                                             |          |   |        |               |  |  |

| 2026년 FIFA 월드컵 2차 예선 2024년 6월 6일 | 아프가니스탄 | v | 카타르 | 중립경기 |  |  |
|                                            |              |   |        |          |  |  |
|                                            |              |   |        |          |  |  |

| 2026년 FIFA 월드컵 2차 예선 2024년 6월 11일 | 카타르 | v | 인도 | 도하 |  |  |
| 22:00 UTC+3                                 |        |   |      |      |  |  |
|                                             |        |   |      |      |  |  |

## FIFA 월드컵
| FIFA 월드컵 본선 기록 | FIFA 월드컵 본선 기록 | FIFA 월드컵 본선 기록 | FIFA 월드컵 본선 기록 | FIFA 월드컵 본선 기록 | FIFA 월드컵 본선 기록 | FIFA 월드컵 본선 기록 | FIFA 월드컵 본선 기록 | FIFA 월드컵 본선 기록 | FIFA 월드컵 본선 기록 | FIFA 월드컵 예선 기록                     | FIFA 월드컵 예선 기록                     | FIFA 월드컵 예선 기록                     | FIFA 월드컵 예선 기록                     | FIFA 월드컵 예선 기록                     | FIFA 월드컵 예선 기록                     | FIFA 월드컵 예선 기록                     |
| 년도                  | 결과                  | 순위                  | 경기                  | 승                    | 무*                   | 패                    | 득점                  | 실점                  | 승점                  | 경기                                      | 승                                        | 무*                                       | 패                                        | 득점                                      | 실점                                      | 승점                                      |
| --------------------- | --------------------- | --------------------- | --------------------- | --------------------- | --------------------- | --------------------- | --------------------- | --------------------- | --------------------- | ----------------------------------------- | ----------------------------------------- | ----------------------------------------- | ----------------------------------------- | ----------------------------------------- | ----------------------------------------- | ----------------------------------------- |
| 1930년                | 독립 이전             | 독립 이전             | 독립 이전             | 독립 이전             | 독립 이전             | 독립 이전             | 독립 이전             | 독립 이전             | 독립 이전             | 독립 이전                                 | 독립 이전                                 | 독립 이전                                 | 독립 이전                                 | 독립 이전                                 | 독립 이전                                 | 독립 이전                                 |
| 1934년                | 독립 이전             | 독립 이전             | 독립 이전             | 독립 이전             | 독립 이전             | 독립 이전             | 독립 이전             | 독립 이전             | 독립 이전             | 독립 이전                                 | 독립 이전                                 | 독립 이전                                 | 독립 이전                                 | 독립 이전                                 | 독립 이전                                 | 독립 이전                                 |
| 1938년                | 독립 이전             | 독립 이전             | 독립 이전             | 독립 이전             | 독립 이전             | 독립 이전             | 독립 이전             | 독립 이전             | 독립 이전             | 독립 이전                                 | 독립 이전                                 | 독립 이전                                 | 독립 이전                                 | 독립 이전                                 | 독립 이전                                 | 독립 이전                                 |
| 1950년                | 독립 이전             | 독립 이전             | 독립 이전             | 독립 이전             | 독립 이전             | 독립 이전             | 독립 이전             | 독립 이전             | 독립 이전             | 독립 이전                                 | 독립 이전                                 | 독립 이전                                 | 독립 이전                                 | 독립 이전                                 | 독립 이전                                 | 독립 이전                                 |
| 1954년                | 독립 이전             | 독립 이전             | 독립 이전             | 독립 이전             | 독립 이전             | 독립 이전             | 독립 이전             | 독립 이전             | 독립 이전             | 독립 이전                                 | 독립 이전                                 | 독립 이전                                 | 독립 이전                                 | 독립 이전                                 | 독립 이전                                 | 독립 이전                                 |
| 1958년                | 독립 이전             | 독립 이전             | 독립 이전             | 독립 이전             | 독립 이전             | 독립 이전             | 독립 이전             | 독립 이전             | 독립 이전             | 독립 이전                                 | 독립 이전                                 | 독립 이전                                 | 독립 이전                                 | 독립 이전                                 | 독립 이전                                 | 독립 이전                                 |
| 1962년                | 독립 이전             | 독립 이전             | 독립 이전             | 독립 이전             | 독립 이전             | 독립 이전             | 독립 이전             | 독립 이전             | 독립 이전             | 독립 이전                                 | 독립 이전                                 | 독립 이전                                 | 독립 이전                                 | 독립 이전                                 | 독립 이전                                 | 독립 이전                                 |
| 1966년                | 독립 이전             | 독립 이전             | 독립 이전             | 독립 이전             | 독립 이전             | 독립 이전             | 독립 이전             | 독립 이전             | 독립 이전             | 독립 이전                                 | 독립 이전                                 | 독립 이전                                 | 독립 이전                                 | 독립 이전                                 | 독립 이전                                 | 독립 이전                                 |
| 1970년                | 독립 이전             | 독립 이전             | 독립 이전             | 독립 이전             | 독립 이전             | 독립 이전             | 독립 이전             | 독립 이전             | 독립 이전             | 독립 이전                                 | 독립 이전                                 | 독립 이전                                 | 독립 이전                                 | 독립 이전                                 | 독립 이전                                 | 독립 이전                                 |
| 1974년                | 불참                  | 불참                  | 불참                  | 불참                  | 불참                  | 불참                  | 불참                  | 불참                  | 불참                  | 불참                                      | 불참                                      | 불참                                      | 불참                                      | 불참                                      | 불참                                      | 불참                                      |
| 1978년                | 예선 탈락             | 예선 탈락             | 예선 탈락             | 예선 탈락             | 예선 탈락             | 예선 탈락             | 예선 탈락             | 예선 탈락             | 예선 탈락             | 4                                         | 1                                         | 0                                         | 3                                         | 3                                         | 9                                         | 3                                         |
| 1982년                | 예선 탈락             | 예선 탈락             | 예선 탈락             | 예선 탈락             | 예선 탈락             | 예선 탈락             | 예선 탈락             | 예선 탈락             | 예선 탈락             | 4                                         | 2                                         | 0                                         | 2                                         | 5                                         | 3                                         | 6                                         |
| 1986년                | 예선 탈락             | 예선 탈락             | 예선 탈락             | 예선 탈락             | 예선 탈락             | 예선 탈락             | 예선 탈락             | 예선 탈락             | 예선 탈락             | 4                                         | 2                                         | 0                                         | 2                                         | 6                                         | 3                                         | 6                                         |
| 1990년                | 예선 탈락             | 예선 탈락             | 예선 탈락             | 예선 탈락             | 예선 탈락             | 예선 탈락             | 예선 탈락             | 예선 탈락             | 예선 탈락             | 11                                        | 4                                         | 6                                         | 1                                         | 12                                        | 8                                         | 18                                        |
| 1994년                | 예선 탈락             | 예선 탈락             | 예선 탈락             | 예선 탈락             | 예선 탈락             | 예선 탈락             | 예선 탈락             | 예선 탈락             | 예선 탈락             | 8                                         | 5                                         | 1                                         | 2                                         | 22                                        | 8                                         | 16                                        |
| 1998년                | 예선 탈락             | 예선 탈락             | 예선 탈락             | 예선 탈락             | 예선 탈락             | 예선 탈락             | 예선 탈락             | 예선 탈락             | 예선 탈락             | 11                                        | 6                                         | 1                                         | 4                                         | 21                                        | 10                                        | 19                                        |
| 2002년                | 예선 탈락             | 예선 탈락             | 예선 탈락             | 예선 탈락             | 예선 탈락             | 예선 탈락             | 예선 탈락             | 예선 탈락             | 예선 탈락             | 14                                        | 7                                         | 4                                         | 3                                         | 24                                        | 13                                        | 25                                        |
| 2006년                | 예선 탈락             | 예선 탈락             | 예선 탈락             | 예선 탈락             | 예선 탈락             | 예선 탈락             | 예선 탈락             | 예선 탈락             | 예선 탈락             | 6                                         | 3                                         | 0                                         | 3                                         | 16                                        | 8                                         | 9                                         |
| 2010년                | 예선 탈락             | 예선 탈락             | 예선 탈락             | 예선 탈락             | 예선 탈락             | 예선 탈락             | 예선 탈락             | 예선 탈락             | 예선 탈락             | 16                                        | 6                                         | 4                                         | 6                                         | 16                                        | 20                                        | 22                                        |
| 2014년                | 예선 탈락             | 예선 탈락             | 예선 탈락             | 예선 탈락             | 예선 탈락             | 예선 탈락             | 예선 탈락             | 예선 탈락             | 예선 탈락             | 16                                        | 5                                         | 5                                         | 6                                         | 19                                        | 20                                        | 20                                        |
| 2018년                | 예선 탈락             | 예선 탈락             | 예선 탈락             | 예선 탈락             | 예선 탈락             | 예선 탈락             | 예선 탈락             | 예선 탈락             | 예선 탈락             | 18                                        | 9                                         | 1                                         | 8                                         | 37                                        | 19                                        | 28                                        |
| 2022년                | 조별리그              | 32위                  | 3                     | 0                     | 0                     | 3                     | 1                     | 7                     | 0                     | 자동참가(개최국)                          | 자동참가(개최국)                          | 자동참가(개최국)                          | 자동참가(개최국)                          | 자동참가(개최국)                          | 자동참가(개최국)                          | 자동참가(개최국)                          |
| 2026년                | 미정                  | 미정                  | 미정                  | 미정                  | 미정                  | 미정                  | 미정                  | 미정                  | 미정                  | 진행중                                    | 진행중                                    | 진행중                                    | 진행중                                    | 진행중                                    | 진행중                                    | 진행중                                    |
| 2030년                | 미정                  | 미정                  | 미정                  | 미정                  | 미정                  | 미정                  | 미정                  | 미정                  | 미정                  | 미정                                      | 미정                                      | 미정                                      | 미정                                      | 미정                                      | 미정                                      | 미정                                      |
| 2034년                | 미정                  | 미정                  | 미정                  | 미정                  | 미정                  | 미정                  | 미정                  | 미정                  | 미정                  | 미정                                      | 미정                                      | 미정                                      | 미정                                      | 미정                                      | 미정                                      | 미정                                      |
| 합계                  |                       |                       | 3                     | 0                     | 0                     | 3                     | 1                     | 7                     | 0                     | 112                                       | 50                                        | 22                                        | 40                                        | 181                                       | 121                                       | 172                                       |
| 순위                  |                       |                       |                       |                       |                       |                       |                       |                       |                       | 월드컵 예선 승점 순위 : 50위 (아시아 7위) | 월드컵 예선 승점 순위 : 50위 (아시아 7위) | 월드컵 예선 승점 순위 : 50위 (아시아 7위) | 월드컵 예선 승점 순위 : 50위 (아시아 7위) | 월드컵 예선 승점 순위 : 50위 (아시아 7위) | 월드컵 예선 승점 순위 : 50위 (아시아 7위) | 월드컵 예선 승점 순위 : 50위 (아시아 7위) |

## AFC 아시안컵
| AFC 아시안컵 본선 기록 | AFC 아시안컵 본선 기록       | AFC 아시안컵 본선 기록       | AFC 아시안컵 본선 기록       | AFC 아시안컵 본선 기록       | AFC 아시안컵 본선 기록       | AFC 아시안컵 본선 기록       | AFC 아시안컵 본선 기록       | AFC 아시안컵 본선 기록       | AFC 아시안컵 본선 기록       | AFC 아시안컵 예선 기록 | AFC 아시안컵 예선 기록 | AFC 아시안컵 예선 기록 | AFC 아시안컵 예선 기록 | AFC 아시안컵 예선 기록 | AFC 아시안컵 예선 기록 | AFC 아시안컵 예선 기록 |
| 년도                   | 결과                         | 순위                         | 경기                         | 승                           | 무*                          | 패                           | 득점                         | 실점                         | 승점                         | 경기                   | 승                     | 무*                    | 패                     | 득점                   | 실점                   | 승점                   |
| ---------------------- | ---------------------------- | ---------------------------- | ---------------------------- | ---------------------------- | ---------------------------- | ---------------------------- | ---------------------------- | ---------------------------- | ---------------------------- | ---------------------- | ---------------------- | ---------------------- | ---------------------- | ---------------------- | ---------------------- | ---------------------- |
| 1956년                 | 독립 이전                    | 독립 이전                    | 독립 이전                    | 독립 이전                    | 독립 이전                    | 독립 이전                    | 독립 이전                    | 독립 이전                    | 독립 이전                    | 독립 이전              | 독립 이전              | 독립 이전              | 독립 이전              | 독립 이전              | 독립 이전              | 독립 이전              |
| 1960년                 | 독립 이전                    | 독립 이전                    | 독립 이전                    | 독립 이전                    | 독립 이전                    | 독립 이전                    | 독립 이전                    | 독립 이전                    | 독립 이전                    | 독립 이전              | 독립 이전              | 독립 이전              | 독립 이전              | 독립 이전              | 독립 이전              | 독립 이전              |
| 1964년                 | 독립 이전                    | 독립 이전                    | 독립 이전                    | 독립 이전                    | 독립 이전                    | 독립 이전                    | 독립 이전                    | 독립 이전                    | 독립 이전                    | 독립 이전              | 독립 이전              | 독립 이전              | 독립 이전              | 독립 이전              | 독립 이전              | 독립 이전              |
| 1968년                 | 독립 이전                    | 독립 이전                    | 독립 이전                    | 독립 이전                    | 독립 이전                    | 독립 이전                    | 독립 이전                    | 독립 이전                    | 독립 이전                    | 독립 이전              | 독립 이전              | 독립 이전              | 독립 이전              | 독립 이전              | 독립 이전              | 독립 이전              |
| 1972년                 | 독립 이전                    | 독립 이전                    | 독립 이전                    | 독립 이전                    | 독립 이전                    | 독립 이전                    | 독립 이전                    | 독립 이전                    | 독립 이전                    | 독립 이전              | 독립 이전              | 독립 이전              | 독립 이전              | 독립 이전              | 독립 이전              | 독립 이전              |
| 1976년                 | 예선 탈락                    | 예선 탈락                    | 예선 탈락                    | 예선 탈락                    | 예선 탈락                    | 예선 탈락                    | 예선 탈락                    | 예선 탈락                    | 예선 탈락                    | 6                      | 2                      | 1                      | 3                      | 5                      | 8                      | 7                      |
| 1980년                 | 조별리그                     | 8위                          | 4                            | 1                            | 1                            | 2                            | 3                            | 8                            | 4                            | 4                      | 3                      | 1                      | 0                      | 10                     | 2                      | 10                     |
| 1984년                 | 조별리그                     | 5위                          | 4                            | 1                            | 2                            | 1                            | 3                            | 3                            | 5                            | 4                      | 3                      | 0                      | 1                      | 11                     | 1                      | 9                      |
| 1988년                 | 조별리그                     | 5위                          | 4                            | 2                            | 0                            | 2                            | 7                            | 6                            | 6                            | 자동참가(개최국)       | 자동참가(개최국)       | 자동참가(개최국)       | 자동참가(개최국)       | 자동참가(개최국)       | 자동참가(개최국)       | 자동참가(개최국)       |
| 1992년                 | 조별리그                     | 6위                          | 3                            | 0                            | 2                            | 1                            | 3                            | 4                            | 2                            | 2                      | 2                      | 0                      | 0                      | 8                      | 2                      | 6                      |
| 1996년                 | 예선 탈락                    | 예선 탈락                    | 예선 탈락                    | 예선 탈락                    | 예선 탈락                    | 예선 탈락                    | 예선 탈락                    | 예선 탈락                    | 예선 탈락                    | 4                      | 2                      | 0                      | 2                      | 5                      | 4                      | 6                      |
| 2000년                 | 8강                          | 8위                          | 4                            | 0                            | 3                            | 1                            | 3                            | 5                            | 3                            | 4                      | 3                      | 1                      | 0                      | 11                     | 3                      | 10                     |
| 2004년                 | 조별리그                     | 14위                         | 3                            | 0                            | 1                            | 2                            | 2                            | 4                            | 1                            | 6                      | 3                      | 2                      | 1                      | 10                     | 6                      | 11                     |
| 2007년                 | 조별리그                     | 14위                         | 3                            | 0                            | 2                            | 1                            | 3                            | 4                            | 2                            | 6                      | 5                      | 0                      | 1                      | 14                     | 4                      | 15                     |
| 2011년                 | 8강                          | 7위                          | 4                            | 2                            | 0                            | 2                            | 7                            | 5                            | 6                            | 자동참가(개최국)       | 자동참가(개최국)       | 자동참가(개최국)       | 자동참가(개최국)       | 자동참가(개최국)       | 자동참가(개최국)       | 자동참가(개최국)       |
| 2015년                 | 조별리그                     | 13위                         | 3                            | 0                            | 0                            | 3                            | 2                            | 7                            | 0                            | 6                      | 4                      | 1                      | 1                      | 13                     | 2                      | 13                     |
| 2019년                 | 우승                         | 1위                          | 7                            | 7                            | 0                            | 0                            | 19                           | 1                            | 21                           | 8                      | 7                      | 0                      | 1                      | 29                     | 4                      | 21                     |
| 2023년                 | 우승                         | 1위                          | 7                            | 6                            | 1                            | 0                            | 14                           | 5                            | 19                           | 8                      | 7                      | 1                      | 0                      | 18                     | 1                      | 22                     |
| 2027년                 | 본선 진출                    | 본선 진출                    | 본선 진출                    | 본선 진출                    | 본선 진출                    | 본선 진출                    | 본선 진출                    | 본선 진출                    | 본선 진출                    | 4                      | 4                      | 0                      | 0                      | 16                     | 3                      | 12                     |
| 합계                   | 12회 진출(12/14)             | 우승(2회)                    | 46                           | 19                           | 12                           | 15                           | 66                           | 52                           | 69                           | 58                     | 41                     | 7                      | 10                     | 134                    | 37                     | 130                    |
| 순위                   | AFC 아시안컵 역대 순위 : 9위 | AFC 아시안컵 역대 순위 : 9위 | AFC 아시안컵 역대 순위 : 9위 | AFC 아시안컵 역대 순위 : 9위 | AFC 아시안컵 역대 순위 : 9위 | AFC 아시안컵 역대 순위 : 9위 | AFC 아시안컵 역대 순위 : 9위 | AFC 아시안컵 역대 순위 : 9위 | AFC 아시안컵 역대 순위 : 9위 |                        |                        |                        |                        |                        |                        |                        |

### CONMEBOL코파 아메리카
- 1993년 초청카드 2장이 생긴 이래 아시아 국가로는 일본에 이어 두번째로 초청장을 받았다.

| 코파 아메리카 기록 | 코파 아메리카 기록 | 코파 아메리카 기록 | 코파 아메리카 기록 | 코파 아메리카 기록 | 코파 아메리카 기록 | 코파 아메리카 기록 | 코파 아메리카 기록 | 코파 아메리카 기록 | 코파 아메리카 기록 |
| 년도               | 결과               | 순위               | 경기               | 승                 | 무*                | 패                 | 득점               | 실점               | 승점               |
| ------------------ | ------------------ | ------------------ | ------------------ | ------------------ | ------------------ | ------------------ | ------------------ | ------------------ | ------------------ |
| 2019년             | 조별리그           | 10위               | 3                  | 0                  | 1                  | 2                  | 2                  | 5                  | 1                  |
| 합계               |                    |                    |                    |                    |                    |                    |                    |                    |                    |

## 하계 올림픽
| 올림픽 축구 기록 | 올림픽 축구 기록 | 올림픽 축구 기록 | 올림픽 축구 기록 | 올림픽 축구 기록 | 올림픽 축구 기록 | 올림픽 축구 기록 | 올림픽 축구 기록 | 올림픽 축구 기록 | 올림픽 축구 기록 |
| 년도             | 결과             | 순위             | 경기             | 승               | 무*              | 패               | 득점             | 실점             | 승점             |
| ---------------- | ---------------- | ---------------- | ---------------- | ---------------- | ---------------- | ---------------- | ---------------- | ---------------- | ---------------- |
| 1900년           | 독립 이전        | 독립 이전        | 독립 이전        | 독립 이전        | 독립 이전        | 독립 이전        | 독립 이전        | 독립 이전        | 독립 이전        |
| 1904년           | 독립 이전        | 독립 이전        | 독립 이전        | 독립 이전        | 독립 이전        | 독립 이전        | 독립 이전        | 독립 이전        | 독립 이전        |
| 1908년           | 독립 이전        | 독립 이전        | 독립 이전        | 독립 이전        | 독립 이전        | 독립 이전        | 독립 이전        | 독립 이전        | 독립 이전        |
| 1912년           | 독립 이전        | 독립 이전        | 독립 이전        | 독립 이전        | 독립 이전        | 독립 이전        | 독립 이전        | 독립 이전        | 독립 이전        |
| 1920년           | 독립 이전        | 독립 이전        | 독립 이전        | 독립 이전        | 독립 이전        | 독립 이전        | 독립 이전        | 독립 이전        | 독립 이전        |
| 1924년           | 독립 이전        | 독립 이전        | 독립 이전        | 독립 이전        | 독립 이전        | 독립 이전        | 독립 이전        | 독립 이전        | 독립 이전        |
| 1928년           | 독립 이전        | 독립 이전        | 독립 이전        | 독립 이전        | 독립 이전        | 독립 이전        | 독립 이전        | 독립 이전        | 독립 이전        |
| 1936년           | 독립 이전        | 독립 이전        | 독립 이전        | 독립 이전        | 독립 이전        | 독립 이전        | 독립 이전        | 독립 이전        | 독립 이전        |
| 1948년           | 독립 이전        | 독립 이전        | 독립 이전        | 독립 이전        | 독립 이전        | 독립 이전        | 독립 이전        | 독립 이전        | 독립 이전        |
| 1952년           | 독립 이전        | 독립 이전        | 독립 이전        | 독립 이전        | 독립 이전        | 독립 이전        | 독립 이전        | 독립 이전        | 독립 이전        |
| 1956년           | 독립 이전        | 독립 이전        | 독립 이전        | 독립 이전        | 독립 이전        | 독립 이전        | 독립 이전        | 독립 이전        | 독립 이전        |
| 1960년           | 독립 이전        | 독립 이전        | 독립 이전        | 독립 이전        | 독립 이전        | 독립 이전        | 독립 이전        | 독립 이전        | 독립 이전        |
| 1964년           | 독립 이전        | 독립 이전        | 독립 이전        | 독립 이전        | 독립 이전        | 독립 이전        | 독립 이전        | 독립 이전        | 독립 이전        |
| 1968년           | 독립 이전        | 독립 이전        | 독립 이전        | 독립 이전        | 독립 이전        | 독립 이전        | 독립 이전        | 독립 이전        | 독립 이전        |
| 1972년           | 불참             | 불참             | 불참             | 불참             | 불참             | 불참             | 불참             | 불참             | 불참             |
| 1976년           | 불참             | 불참             | 불참             | 불참             | 불참             | 불참             | 불참             | 불참             | 불참             |
| 1980년           | 진출 실패        | 진출 실패        | 진출 실패        | 진출 실패        | 진출 실패        | 진출 실패        | 진출 실패        | 진출 실패        | 진출 실패        |
| 1984년           | 조별리그         | 15위             | 3                | 0                | 1                | 2                | 2                | 5                | 1                |
| 1988년           | 진출 실패        | 진출 실패        | 진출 실패        | 진출 실패        | 진출 실패        | 진출 실패        | 진출 실패        | 진출 실패        | 진출 실패        |
| 합계             | 2회 진출(2/12)   | 8강(1회)         | 7                | 1                | 2                | 4                | 4                | 10               | 5                |

## 아시안 게임
| 아시안 게임 기록 | 아시안 게임 기록 | 아시안 게임 기록 | 아시안 게임 기록 | 아시안 게임 기록 | 아시안 게임 기록 | 아시안 게임 기록 | 아시안 게임 기록 | 아시안 게임 기록 | 아시안 게임 기록 |
| 년도             | 결과             | 순위             | 경기             | 승               | 무*              | 패               | 득점             | 실점             | 승점             |
| ---------------- | ---------------- | ---------------- | ---------------- | ---------------- | ---------------- | ---------------- | ---------------- | ---------------- | ---------------- |
| 1951년           | 독립 이전        | 독립 이전        | 독립 이전        | 독립 이전        | 독립 이전        | 독립 이전        | 독립 이전        | 독립 이전        | 독립 이전        |
| 1954년           | 독립 이전        | 독립 이전        | 독립 이전        | 독립 이전        | 독립 이전        | 독립 이전        | 독립 이전        | 독립 이전        | 독립 이전        |
| 1958년           | 독립 이전        | 독립 이전        | 독립 이전        | 독립 이전        | 독립 이전        | 독립 이전        | 독립 이전        | 독립 이전        | 독립 이전        |
| 1962년           | 독립 이전        | 독립 이전        | 독립 이전        | 독립 이전        | 독립 이전        | 독립 이전        | 독립 이전        | 독립 이전        | 독립 이전        |
| 1966년           | 독립 이전        | 독립 이전        | 독립 이전        | 독립 이전        | 독립 이전        | 독립 이전        | 독립 이전        | 독립 이전        | 독립 이전        |
| 1970년           | 독립 이전        | 독립 이전        | 독립 이전        | 독립 이전        | 독립 이전        | 독립 이전        | 독립 이전        | 독립 이전        | 독립 이전        |
| 1974년           | 불참             | 불참             | 불참             | 불참             | 불참             | 불참             | 불참             | 불참             | 불참             |
| 1978년           | 조별리그         | 11위             | 3                | 0                | 1                | 2                | 3                | 7                | 1                |
| 1982년           | 불참             | 불참             | 불참             | 불참             | 불참             | 불참             | 불참             | 불참             | 불참             |
| 1986년           | 조별리그         | 13위             | 3                | 0                | 2                | 1                | 2                | 3                | 2                |
| 1990년           | 기권             | 기권             | 기권             | 기권             | 기권             | 기권             | 기권             | 기권             | 기권             |
| 1994년           | 조별리그         | 13위             | 3                | 0                | 3                | 0                | 5                | 5                | 3                |
| 1998년           | 8강              | 5위              | 6                | 4                | 1                | 1                | 9                | 4                | 13               |
| 합계             | 7회 출전(7/12    | 금메달(1회)      | 31               | 12               | 12               | 7                | 53               | 30               | 39               |
| 합계             | 8회 출전(7/12)   | 우승(1회)        | 31               | 12               | 12               | 7                | 53               | 30               | 39               |

## UAFA걸프컵
| 걸프컵 기록 | 걸프컵 기록      | 걸프컵 기록      | 걸프컵 기록      | 걸프컵 기록      | 걸프컵 기록      | 걸프컵 기록      | 걸프컵 기록      | 걸프컵 기록      | 걸프컵 기록      |
| 년도        | 결과             | 순위             | 경기             | 승               | 무*              | 패               | 득점             | 실점             | 승점             |
| ----------- | ---------------- | ---------------- | ---------------- | ---------------- | ---------------- | ---------------- | ---------------- | ---------------- | ---------------- |
| 1970년      | 결선리그         | 4위              | 3                | 0                | 1                | 2                | 4                | 7                | 1                |
| 1972년      | 결선리그         | 4위              | 3                | 0                | 0                | 3                | 0                | 10               | 0                |
| 1974년      | 준결승           | 3위              | 4                | 1                | 1                | 2                | 6                | 5                | 4                |
| 1976년      | 결선리그         | 3위              | 6                | 4                | 1                | 1                | 11               | 6                | 13               |
| 1979년      | 결선리그         | 5위              | 6                | 2                | 1                | 3                | 4                | 13               | 7                |
| 1982년      | 결선리그         | 5위              | 6                | 2                | 0                | 4                | 6                | 6                | 6                |
| 1984년      | 결선리그         | 준우승           | 7                | 4                | 2                | 1                | 10               | 6                | 14               |
| 1986년      | 결선리그         | 4위              | 6                | 1                | 4                | 1                | 4                | 5                | 7                |
| 1988년      | 결선리그         | 6위              | 6                | 1                | 2                | 3                | 4                | 8                | 5                |
| 1990년      | 결선리그         | 준우승           | 4                | 1                | 2                | 1                | 4                | 4                | 5                |
| 1992년      | 결선리그         | 우승             | 5                | 4                | 0                | 1                | 8                | 1                | 12               |
| 1994년      | 결선리그         | 4위              | 5                | 1                | 1                | 3                | 6                | 8                | 4                |
| 1996년      | 결선리그         | 준우승           | 5                | 3                | 1                | 1                | 9                | 5                | 10               |
| 1998년      | 결선리그         | 6위              | 5                | 0                | 3                | 2                | 3                | 8                | 3                |
| 2002년      | 결선리그         | 준우승           | 5                | 4                | 0                | 1                | 7                | 4                | 12               |
| 2003년      | 결선리그         | 3위              | 6                | 2                | 3                | 1                | 5                | 3                | 9                |
| 2004년      | 우승             | 1위              | 5                | 2                | 3                | 0                | 10               | 7                | 9                |
| 2007년      | 예선탈락         | 8위              | 3                | 0                | 1                | 2                | 2                | 4                | 1                |
| 2009년      | 준결승           | 3위              | 4                | 1                | 2                | 1                | 2                | 2                | 5                |
| 2010년      | 예선탈락         | 5위              | 3                | 1                | 1                | 1                | 3                | 3                | 4                |
| 2013년      | 예선탈락         | 6위              | 3                | 1                | 0                | 2                | 3                | 5                | 3                |
| 2014년      | 우승             | 1위              | 5                | 2                | 3                | 0                | 6                | 3                | 9                |
| 2017년      | 본선진출(개최국) | 본선진출(개최국) | 본선진출(개최국) | 본선진출(개최국) | 본선진출(개최국) | 본선진출(개최국) | 본선진출(개최국) | 본선진출(개최국) | 본선진출(개최국) |
| 합계        | 23회 출전(23/23) | 우승(3회)        | 105              | 37               | 32               | 36               | 117              | 123              | 143              |

## WAFF서아시아 축구 선수권 대회
| 서아시안컵 기록 | 서아시안컵 기록 | 서아시안컵 기록 | 서아시안컵 기록 | 서아시안컵 기록 | 서아시안컵 기록 | 서아시안컵 기록 | 서아시안컵 기록 | 서아시안컵 기록 | 서아시안컵 기록 |
| 년도            | 결과            | 순위            | 경기            | 승              | 무*             | 패              | 득점            | 실점            | 승점            |
| --------------- | --------------- | --------------- | --------------- | --------------- | --------------- | --------------- | --------------- | --------------- | --------------- |
| 2000년          | 불참            | 불참            | 불참            | 불참            | 불참            | 불참            | 불참            | 불참            | 불참            |
| 2002년          | 불참            | 불참            | 불참            | 불참            | 불참            | 불참            | 불참            | 불참            | 불참            |
| 2004년          | 불참            | 불참            | 불참            | 불참            | 불참            | 불참            | 불참            | 불참            | 불참            |
| 2007년          | 불참            | 불참            | 불참            | 불참            | 불참            | 불참            | 불참            | 불참            | 불참            |
| 2008년          | 준결승          | 4위             | 3               | 1               | 0               | 2               | 2               | 9               | 3               |
| 2010년          | 불참            | 불참            | 불참            | 불참            | 불참            | 불참            | 불참            | 불참            | 불참            |
| 2012년          | 불참            | 불참            | 불참            | 불참            | 불참            | 불참            | 불참            | 불참            | 불참            |
| 2014년          | 우승            | 1위             | 4               | 4               | 0               | 0               | 10              | 1               | 12              |
| 2017년          | 불참            | 불참            | 불참            | 불참            | 불참            | 불참            | 불참            | 불참            | 불참            |
| 합계            | 2회 출전(2/9)   | 우승(1회)       | 7               | 5               | 0               | 2               | 12              | 10              | 15              |

## UAFA아랍 네이션스컵
| 아랍 네이션스컵 기록 | 아랍 네이션스컵 기록 | 아랍 네이션스컵 기록 | 아랍 네이션스컵 기록 | 아랍 네이션스컵 기록 | 아랍 네이션스컵 기록 | 아랍 네이션스컵 기록 | 아랍 네이션스컵 기록 | 아랍 네이션스컵 기록 | 아랍 네이션스컵 기록 |
| 년도                 | 결과                 | 순위                 | 경기                 | 승                   | 무*                  | 패                   | 득점                 | 실점                 | 승점                 |
| -------------------- | -------------------- | -------------------- | -------------------- | -------------------- | -------------------- | -------------------- | -------------------- | -------------------- | -------------------- |
| 1963년               | 독립 이전            | 독립 이전            | 독립 이전            | 독립 이전            | 독립 이전            | 독립 이전            | 독립 이전            | 독립 이전            | 독립 이전            |
| 1964년               | 독립 이전            | 독립 이전            | 독립 이전            | 독립 이전            | 독립 이전            | 독립 이전            | 독립 이전            | 독립 이전            | 독립 이전            |
| 1966년               | 독립 이전            | 독립 이전            | 독립 이전            | 독립 이전            | 독립 이전            | 독립 이전            | 독립 이전            | 독립 이전            | 독립 이전            |
| 1985년               | 준결승               | 4위                  | 4                    | 1                    | 2                    | 1                    | 3                    | 2                    | 5                    |
| 1988년               | 불참                 | 불참                 | 불참                 | 불참                 | 불참                 | 불참                 | 불참                 | 불참                 | 불참                 |
| 1992년               | 불참                 | 불참                 | 불참                 | 불참                 | 불참                 | 불참                 | 불참                 | 불참                 | 불참                 |
| 1998년               | 준우승               | 2위                  | 4                    | 3                    | 0                    | 1                    | 7                    | 5                    | 9                    |
| 2002년               | 불참                 | 불참                 | 불참                 | 불참                 | 불참                 | 불참                 | 불참                 | 불참                 | 불참                 |
| 2012년               | 불참                 | 불참                 | 불참                 | 불참                 | 불참                 | 불참                 | 불참                 | 불참                 | 불참                 |
| 합계                 | 2회 출전(2/9)        | 준우승(1회)          | 8                    | 4                    | 2                    | 2                    | 10                   | 7                    | 14                   |

## 판 아랍 게임
| 판 아랍 게임 기록 | 판 아랍 게임 기록 | 판 아랍 게임 기록 | 판 아랍 게임 기록 | 판 아랍 게임 기록 | 판 아랍 게임 기록 | 판 아랍 게임 기록 | 판 아랍 게임 기록 | 판 아랍 게임 기록 | 판 아랍 게임 기록 |
| 년도              | 결과              | 순위              | 경기              | 승                | 무*               | 패                | 득점              | 실점              | 승점              |
| ----------------- | ----------------- | ----------------- | ----------------- | ----------------- | ----------------- | ----------------- | ----------------- | ----------------- | ----------------- |
| 1953년            | 독립 이전         | 독립 이전         | 독립 이전         | 독립 이전         | 독립 이전         | 독립 이전         | 독립 이전         | 독립 이전         | 독립 이전         |
| 1957년            | 독립 이전         | 독립 이전         | 독립 이전         | 독립 이전         | 독립 이전         | 독립 이전         | 독립 이전         | 독립 이전         | 독립 이전         |
| 1961년            | 독립 이전         | 독립 이전         | 독립 이전         | 독립 이전         | 독립 이전         | 독립 이전         | 독립 이전         | 독립 이전         | 독립 이전         |
| 1965년            | 독립 이전         | 독립 이전         | 독립 이전         | 독립 이전         | 독립 이전         | 독립 이전         | 독립 이전         | 독립 이전         | 독립 이전         |
| 1976년            | 불참              | 불참              | 불참              | 불참              | 불참              | 불참              | 불참              | 불참              | 불참              |
| 1985년            | 불참              | 불참              | 불참              | 불참              | 불참              | 불참              | 불참              | 불참              | 불참              |
| 1992년            | 불참              | 불참              | 불참              | 불참              | 불참              | 불참              | 불참              | 불참              | 불참              |
| 1997년            | 불참              | 불참              | 불참              | 불참              | 불참              | 불참              | 불참              | 불참              | 불참              |
| 1999년            | 조별리그          | 10위              | 2                 | 0                 | 0                 | 2                 | 2                 | 4                 | 0                 |
| 2004년            | 축구 종목 제외    | 축구 종목 제외    | 축구 종목 제외    | 축구 종목 제외    | 축구 종목 제외    | 축구 종목 제외    | 축구 종목 제외    | 축구 종목 제외    | 축구 종목 제외    |
| 2007년            | 불참              | 불참              | 불참              | 불참              | 불참              | 불참              | 불참              | 불참              | 불참              |
| 2011년            | 조별리그          | 6위               | 2                 | 0                 | 2                 | 0                 | 2                 | 2                 | 2                 |
| 합계              | 2회 출전(2/7)     | 조별리그(2회)     | 4                 | 0                 | 2                 | 2                 | 4                 | 6                 | 2                 |

## 같이 보기
- 카타르 축구 협회
- 카타르 U-23 축구 국가대표팀